# Selbstüberwachung
Die Theorie der Selbstüberwachung (englisch self-monitoring) wurde im Jahr 1974 von dem amerikanischen Psychologen Mark Snyder entwickelt. Sie stellt einen funktionalistischen Ansatz dar, der untersucht in welchem Ausmaß Menschen ihren performativen Ausdruck und damit ihre Selbstdarstellung kontrollieren. Obwohl der Begriff Selbstüberwachung eher auf die Überwachung des Selbst hindeutet, ist eigentlicher Inhalt des Konstrukts die Kontrolle der Selbstdarstellung.

## Ausprägungen

### Stark ausgeprägte Selbstüberwachung
Menschen mit ausgeprägter Selbstüberwachung weisen nach Snyder eine hohe Bereitschaft und Fähigkeit zur Selbstdarstellung, also zum sozial erwarteten Verhalten, auf. Zudem präferieren sie Situationen mit klaren Anforderungen an ihr Verhalten und gelten als sehr geschickt darin, die Befindlichkeiten anderer Personen wahrzunehmen und die eigene Selbstdarstellung darauf abzustimmen. Insgesamt gibt es bei starken Selbstüberwachern eine Tendenz hin zur Situationsorientierung. 

### Schwach ausgeprägte Selbstüberwachung
Menschen mit schwach ausgeprägter Selbstüberwachung hingegen sind häufig nicht bereit oder fähig, sich nach sozialen Erwartungen zu richten oder sind sich diesen nicht bewusst. Zudem suchen sie eher nach Situationen, die ihrem Selbstbild entsprechen. Snyder charakterisiert Personen mit schwacher Selbstüberwachung außerdem als häufig in sich gekehrt und sehr reflektiert, aber auch als weniger aufmerksam Informationen gegenüber, die eine angemessene Selbstdarstellung in verschiedenen Situationen ermöglichen. Insgesamt gibt es bei schwachen Selbstüberwachern also eine Tendenz hin zur Neigungsorientierung.

## Drei Kernbereiche der Untersuchungen
Ziel der Selbstüberwachung nach Mark Snyder ist die Erklärung von Persönlichkeitsstrukturen, die mithilfe von drei Kernbereichen erfasst werden sollen:
1. Die Funktion oder der Zweck eines bestimmten Verhaltens
2. Der Wille des Menschen
3. Wie versuchen Menschen ihren Willen zu erreichen?

Neben diesen drei Kernbereichen legt Snyder in seinen Forschungen außerdem einen klaren Fokus auf das Umfeld des Menschen, da das Umfeld eines jeden Menschen sein Verhalten und sein Denken mitbestimmt.

## Fünf Merkmale der Selbstüberwachung
Im Rahmen seiner Dissertation im Jahr 1974 veröffentlichte Snyder eine umfassende Selbstbeschreibungsskala zur Erfassung der Selbstüberwachung. Insgesamt soll Selbstüberwachung demnach fünf Merkmale erfassen:
1. concern for appropriateness of social behavior: die Sorgen und Bedenken von Menschen in Bezug auf die Angemessenheit ihres Verhaltens
2. attention to social comparison information: die Aufmerksamkeit, die Menschen sozialen und gesellschaftlichen Vergleichen beimessen
3. ability to control or modify self-presentation: die Fähigkeit die eigene Selbstdarstellung zu kontrollieren oder zu verändern
4. use of this ability on particular situations: diese Fähigkeit gezielt in bestimmten Situationen zu nutzen
5. crosssituational variability of social behavior: die situationsübergreifende Verstellbarkeit des eigenen sozialen Verhaltens.[2]

## Kritik
Mit immer neueren Forschungserkenntnissen wurde die Theorie der Selbstüberwachung nach Snyder häufig kritisiert. So gilt sein Konzept als einfaktoriell, da er die Selbstüberwachung als einheitliches Merkmal darstellt, das von geringen Ausprägungen- also schwacher Selbstüberwachung bis zu hohen Ausprägungen- also starker Selbstüberwachung variiert. Heute weisen allerdings viele Studien darauf hin, dass Selbstüberwachung ein sehr komplexes Phänomen ist, das mindestens in zwei Komponenten aufgeteilt werden muss.
Als Reaktion darauf entwickelten Lennox und Wolfe im Jahr 1984 ein bimodales Modell der Selbstüberwachung, in dem die Wahrnehmungssensibilität und Selbstdarstellungskompetenz nicht automatisch mit einer geringen Authentizitätsneigung verbunden sind. Zudem differenzieren sie akquisitive und protektive Stile der Selbstdarstellung. Akquisitive Selbstdarsteller streben demnach soziale Gewinne und Anerkennung in ihren Interaktionen an, während protektive Selbstdarsteller immer darauf hinarbeiten Missbilligungen zu vermeiden.